# Festival de cinéma des 3 Amériques de Québec
La mission du Festival de cinéma des 3 Amériques est de présenter le cinéma en provenance de tout le continent américain en rassemblant les créateurs venus célébrer et partager leur culture ainsi que leur vision du monde. 
Issu de la volonté du milieu du cinéma et des arts médiatiques de doter la ville de Québec d'un véritable festival de cinéma et de le différencier des autres événements associés au septième art au Québec, le Festival de cinéma des 3 Amériques favorise une programmation ouverte et originale qui donne une place de choix aux productions indépendantes en leur offrant une vitrine privilégiée. 
D'une durée de cinq jours, le festival présente plus de 200 films, courts et longs métrages, en provenance des quatre coins des Amériques. Parallèlement à sa programmation régulière, le Festival de cinéma des 3 Amériques présente plusieurs événements spéciaux afin de susciter l'intérêt des cinéphiles et intervenants du milieu cinématographique.
Né en 2000 sous le nom Images du nouveau monde, le Festival de cinéma des 3 Amériques est devenu un incontournable de la scène culturelle québécoise ainsi qu'un rendez-vous exceptionnel pour les cinéphiles du Québec.
Pour sa huitième édition, en 2007, le Festival de cinéma des 3 Amériques a ouvert une nouvelle section Mundo consacrée aux cinématographies exceptionnelles en provenance du monde entier, assumant ainsi son rôle d'être devenu la plus importante manifestation cinématographique à Québec.
Sa dixième édition en 2009 a aussi été sa dernière par le moment.

## Entreprise culturelle
En janvier 2004, le Festival a reçu de la SODEC le Prix d’excellence des Arts et de la Culture à Québec.

## Prix
Deux jurys décernent chaque année pour les œuvres en compétitions, le Prix du meilleur long métrage – Télé Québec et le Prix du meilleur court métrage. Par ailleurs, les festivaliers votent pour le Prix du public – Commission de la capitale nationale.
| Année | Titre                         | Réalisateur(s)  | Pays |
| ----- | ----------------------------- | --------------- | ---- |
| 2005  | La niña santa (The Holy Girl) | Lucrecia Martel |      |
| 2006  | Mary                          | Abel Ferrara    |      |

| Année | Titre                       | Réalisateur(s)          | Pays |
| ----- | --------------------------- | ----------------------- | ---- |
| 2005  | Les Derniers jours          | Simon-Olivier Fecteau   |      |
| 2006  | Un, deux, trois. Crépuscule | Félix Dufour-Laperrière |      |

| Année | Titre              | Réalisateur(s)                    | Pays |
| ----- | ------------------ | --------------------------------- | ---- |
| 2005  | Whisky             | Juan Pablo Rebella et Pablo Stoll |      |
| 2006  | Temporada de Patos | Fernando Eimbcke                  |      |